# Agneta Deutz
Agneta Deutz (Amsterdam, 17 januari 1633 - Amsterdam, 13 februari 1692) is de stichtster van het Deutzenhofje aan de Prinsengracht in Amsterdam.
Haar vader was Hans Deutz een rijke koopman uit Keulen die in Amsterdam trouwde met Elisabeth Coymans, dochter uit een rijke koopmansfamilie uit Antwerpen. Agneta trouwde in 1651 in Amsterdam met de Delftse burgemeesterszoon Gerard Meerman (1627-1668). Van haar vier kinderen was er toen nog maar één in leven: Jan Meerman. In 1674 trouwde ze met Zacharias van Beresteyn, later burgemeester van Delft. Uit dit huwelijk werd één kind geboren: Cornelis. Naar aanleiding van familietroebelen werd haar zoon Jan Meerman onterfd. Onder andere  heeft zij het voorgenomen huwelijk van haar zoon tot aan de Hoge Raad aangevochten. 